# WTA Swiss Open 1981
Lo WTA Swiss Open 1981 è stato un torneo di tennis giocato sulla terra rossa. È stata la 10ª edizione del torneo, che fa parte del WTA Tour 1981. Si è giocato a Lugano in Svizzera, dall'11 al 17 maggio 1981.

## Campionesse

### Singolare
Chris Evert ha battuto in finale  Virginia Ruzici con il punteggio di 6–1, 6–1

### Doppio
Rosalyn Fairbank /  Tanya Harford hanno battuto in finale  Candy Reynolds /  Paula Smith con il punteggio di 2–6, 6–1, 6–4